# Batalla de Rorke's Drift
La batalla de Rorke's Drift va ser un dels enfrontaments de la Guerra anglozulu. En ella, poc més de 150 soldats britànics van defensar amb èxit una estació missionera, situada al costat d'un gual del riu Buffalo, a la província de Natal, Sud-àfrica, enfront de l'atac de més de 3000 guerrers zulus els dies 22 i 23 de gener de 1879. Aquest enfrontament es va produir només unes hores després de la humiliant derrota britànica a la batalla d'Isandhlwana.
Atès l'èxit en la defensa del lloc per part de la seva guarnició, enfront de tan aclaparadores forces, la batalla de Rorke's Drift és considerada una de les defenses d'una plaça forta més destacades de la història militar britànica.

## Preludi
A les 14.00 del dia 22 de gener de 1879, el comandant Henry Spalding, desconeixedor encara de la derrota de les forces britàniques a la batalla d'Isandhlwana, va deixar el lloc de Rorke s Drift per comprovar la localització de la Primera Companyia del 24è Regiment d'Infanteria (també conegut com el 2n Regiment de Warwickshire). Al seu torn, el tinent John Rouse Merriott Chard, dels Enginyers Reials, es va desplaçar fins a Rorke s Drift per supervisar diverses obres que s'estaven desenvolupant allà. Cap a les 15:30, dos oficials del Contingent de Voluntaris de Natal (un regiment auxiliar negre sota el comandament del capità William Stephenson) es van presentar al lloc, amb la informació de què les forces britàniques havien estat esclafades a Isandhlwana aquell mateix matí, i que un ala de l'exèrcit zulu s'estava desplaçant cap a Rorke's Drift. La informació va ser confirmada poc després, quan va arribar una nota del capità Essex que, tanmateix, no afegia informació sobre la grandària del contingent zulu.
Els tres oficials presents en el lloc, el tinent Chard, el tinent Gonville Bromhead i el comissari d'Intendència James Langley Dalton, van coincidir que romandre en la posició i lluitar era l'única opció acceptable. El lloc de Rorke's Drift comptava amb un petit hospital i en aquest moment hi havia en ell diversos pacients ferits. Una columna britànica carregada amb carros de convalescents seria presa fàcil en camp obert, i impossible de defensar, donada la inferioritat numèrica que preveien.

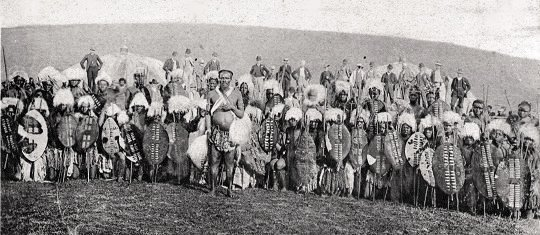
Guerrers zulus en una foto pròxima en el temps a la batalla de Rorke0s Drift.

La força zulu que s'aproximava, era efectivament molt més gran que la guarnició britànica. Els regiments zulus uDloko, uThulwana  i inDlu-yengwe sumaven entre els tres més de 4 000 combatents, cap dels quals havia pres part en la Batalla d'Isandhlwana aquell mateix matí, donat que eren una força de reserva.
A més, al contrari de la creença popular, la columna zulu comptava amb armes de foc, si bé la majoria d'elles eren obsolets mosquetes d'espurna. Els britànics per la seva banda, comptaven amb moderns fusells Martini-Henry.
Un cop es va haver decidit romandre a la plaça, tant els tinents Chard i Bromhead van dirigir els seus homes en les tasques de fortificació del lloc. Es va construir un perímetre defensiu a base de caixes de galetes i provisions de grans dimensions (6 dm i 45 kg cadascuna).
La barricada abastava l'hospital, un magatzem i una granja amb els seus corrals. La inclusió de l'hospital va fer el perímetre perillosament gran i difícil de defensar, de manera que el tinent Chard va ordenar que s'alcés una segona estacada que dividia l'anterior en dos, per possibilitar una retirada parcial en cas de ser necessària. Els edificis van ser fortificats, es van fer orificis de tirador a les parets, i les portes que donaven a l'exterior del perímetre van ser barrades amb mobles.
En total el tinent Chard comptava amb 100 homes per a la defensa (sense comptar els ferits), entre els efectius de la Companyia B del 24è Regiment d'Infanteria, el destacament del Contingent de Voluntaris de Natal comandat per Stephenson, i els Nadius Muntats del tinent Vaus. El tinent Chard va estimar que era una força suficient per repel·lir l'atac zulu.

## Batalla

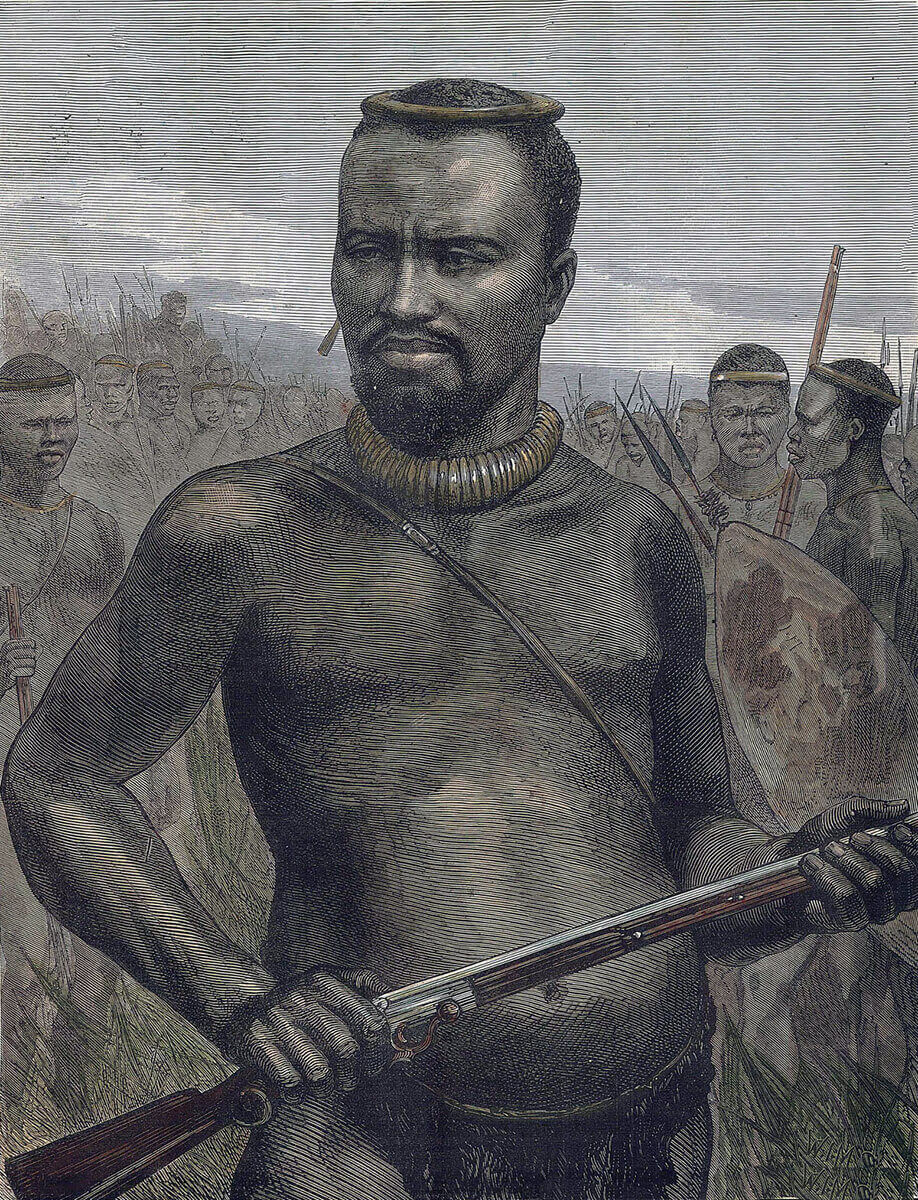
El comandant dels zulus, Dabulamanzi kaMpande.

A les 16:00, el cirurgià militar, James Reynolds, el missioner suec, Otto Witt, i el capellà de l'exèrcit britànic, George Smith, van arribar des d'Oscarberg, un turó proper a la base, amb la notícia que les forces zulus estaven creuant el riu, a només cinc minuts d'allà. La informació va ser confirmada per un dels Nadius muntats comandats pel tinent Vause, que va confirmar que els zulus estaven a menys d'un minut de distància. En aquest moment els Nadius muntats i el mateix tinent Vause, que havien vist la carnisseria de batalla d'Isandhlwana aquell mateix matí, van desertar. En veure els seus camarades fugir, el Contingent de Natius de Natal va saltar la barricada en massa, i va desertar també. Alguns soldats britànics els van disparar, i abateren el cap Bill Anderson, que va ser tocat al cap. En un moment, la força defensora s'havia reduït a la meitat. De les 140 persones que hi havia a la plaça, només els 80 soldats de la Companyia B eren una unitat cohesionada, i 30 d'ells estaven ferits. Davant d'aquesta situació, el tinent Chard es va adonar immediatament que el perímetre era indefensable, i va donar ordres d'evacuar l'hospital i aixecar una segona estacada que reduís la mida de la zona que calia defensar.
Atès que el Contingent de Natius de Natal havia desaparegut, el soldat Frederick Hitch va pujar a la teulada del magatzem per fer de guaita. De seguida va informar de l'aproximació d'una columna d'entre 4.000 i 6.000 zulus. Immediatament, l'avantguarda zulu aparèixer des de darrere de Oscarberg i va atacar el lloc britànic pel seu costat sud, on hi havia els magatzems i l'hospital. Va ser en aquest moment quan el sergent Henry Gallagher va pronunciar una frase que es faria cèlebre: "Aquí venen, densos com l'herba i negres com un tro!".

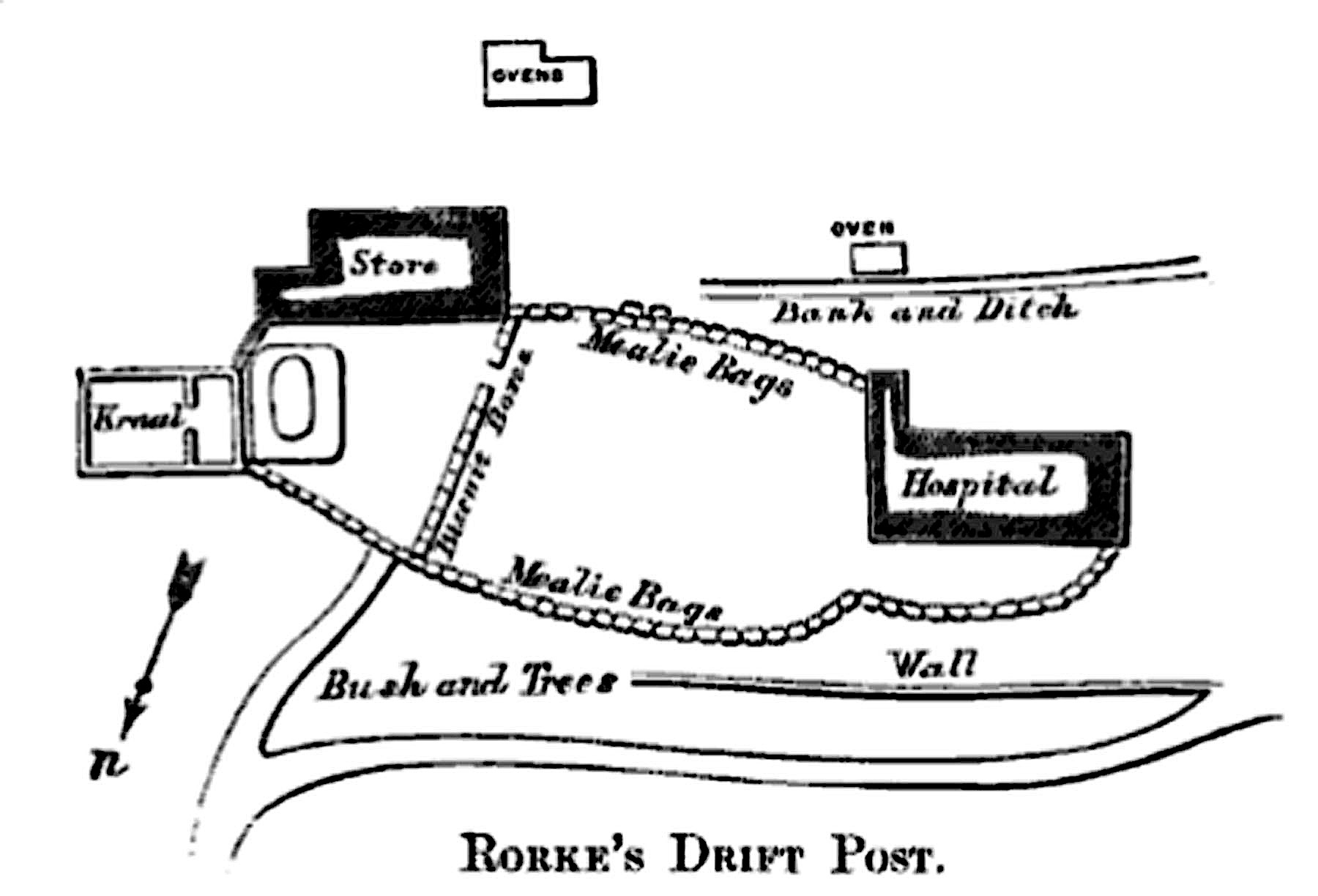
Plànol de l'estació missionera de Rorke's Drift.

Els defensors van obrir foc a 500 iardes i mataren molts guerrers zulus. La primera onada va ser pràcticament escombrada al costat de la muralla, tot i que alguns zulus es van posar a cobert i van aconseguir arribar de nou als contraforts d'Oscarberg, des d'on altres guerrers fustigaven els britànics amb trets dels seus vells mosquetes. Mentre això passava al sud del perímetre, una altra onada zulu s'havia llançat contra l'hospital i la barricada nord-oest, on els britànics, incloent l'ajudant de camp Dalton i el tinent Bromhead, es van veure embrancats en una ferotge lluita cos a cos. Donat que la barricada era massa alta per ser escalada, els zulus van començar a arrossegar-se per sota d'aquesta, amb la intenció d'apoderar-se de les armes dels defensors, apunyalant-los amb les seves afilades atzagaies, o disparant amb els seus mosquets a través dels buits de la barrera. De vegades, grans grups de guerrers zulus s'apropaven contra la muralla i, pujant uns sobre els cossos dels altres, irrompien en onades a l'interior del perímetre. Però els soldats britànics van aconseguir frustrar tots aquests intents.
El foc zulu, tant el que provenia de la part baixa de la barrera com el dels contraforts d'Oscarberg, va començar a fer efecte en els britànics. El cap Schliess va ser ferit a la cama. L'ajudant de camp Dalton, que es va inclinar sobre la barricada per disparar-li a un guerrer zulu, va ser ferit a l'espatlla per una bala i retirat de la línia per curar la seva ferida. El soldat Keefe, tambor de la companyia B, va patir una ferida superficial al cap, el cap Schammel, de la Companyia de Natius de Natal va ser ferit a l'esquena, i el soldat Byrne, que tractava d'ajudar, va ser mort per un tret al cap. El mateix final va trobar Old King Cole, un altre soldat de la Companyia B. El foc que des d'Oscarberg obrien els guerrers zulus, va acabar amb les vides dels soldats Fagan, Scanlon i Chick. No obstant això, els guerrers zulus estaven patint baixes a un ritme molt més alarmant.
El tinent Chard va entendre aviat que la part frontal de la muralla, que era l'objecte principal de l'atac zulu, no podria ser defensada durant molt de temps, de manera que a les 18:00 va ordenar retrocedir als seus homes a la següent línia.
En el transcurs d'aquesta retirada, dues sales de l'hospital van quedar aïllades. Aquest edifici s'estava convertint en un parany i els orificis de tirador de les parets van començar a jugar en contra dels defensors donat que, si treien els seus rifles per disparar, els zulus els prenien, i n'impedien el seu ús, però si es deixaven buits, els assaltants introduïen les seves pròpies armes per obrir foc cap a l'interior. En adonar-se que l'edifici estava sent abandonat, John Williams va començar a practicar un forat a la paret que separava l'habitació principal, de la part posterior de l'hospital. Llavors va començar una sèrie de furiosos atacs zulus i Williams només va tenir temps de treure dos pacients de l'habitació abans que la porta es vingués a baix i una horda de guerrers entrés a l'habitació. Joseph Williams va romandre a l'habitació fent front als atacants, i va abatre un bon nombre d'ells abans de ser superat. Els altres homes que quedaven a l'habitació, el soldat Horrigan, Adams i dos pacients més, van ser mortalment apunyalats pels guerrers zulus. John Williams va aconseguir arrossegar els seus pacients fins a una de les habitacions laterals, on es van unir al soldat Hook i altres nou pacients més.
L'escena va tornar a repetir-se llavors. Mentre Williams foradava la paret, Hook mantenia els zulus a ratlla. Quan el forat va ser prou ampli, Williams i els onze pacients van passar a la sala contigua, que estava ocupada pel soldat Waters. L'últim a passar va ser Hook, amb un tret al casc i molt atordit, tot i que abans d'arrossegar-se a l'altra habitació va matar els primers guerrers zulus que van travessar la porta de la sala. Williams, empès ara per la certesa que la teulada estava en flames, va començar a practicar un nou forat que els conduís a tots a la sala contigua. Mentrestant, Hook defensava una vegada més l'anterior forat, i Waters disparava a través d'un orifici de tirador. Després de cinquanta minuts, el forat va ser prou gran perquè els pacients poguessin passar per ell i els homes (excepte Waters, que es va amagar en un armari) van passar una vegada més a la sala contigua, que estava ocupada per dos soldats de cognom Jones. Des d'aquí, tots ells van saltar a l'exterior a través d'una finestra i van córrer cap al perímetre defensiu. Dels onze pacients, nou es van salvar, incloent a tots els homes que estaven en condicions de lluitar. L'evacuació de l'hospital va tancar el nou i reduït perímetre defensiu.

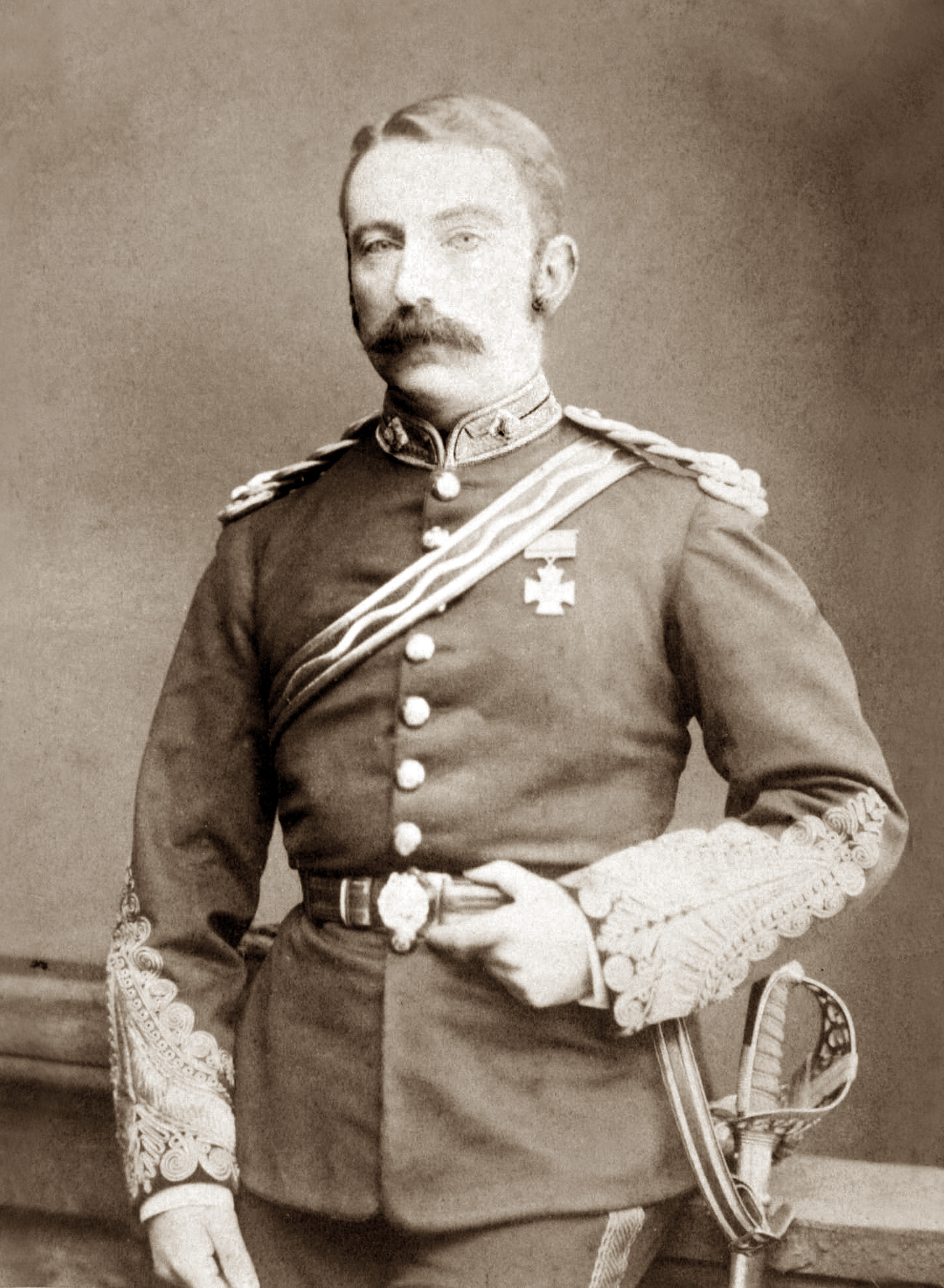
John Rouse Merriot Chard, que va dirigir la defensa de Rorke's Drift

Amb la caiguda de la nit els atacs zulus van créixer en intensitat, en sumar-se a les onades els tiradors que havien estat fustigant des de la muntanya Oscarberg i que ara s'havien quedat sense blancs per falta de visibilitat. Els corrals van ser atacats amb fúria i els homes que els defensaven van haver de retirar-se cap a les 22:00, la qual cosa estrenyé encara més el perímetre defensiu, que va quedar limitat a una àrea al voltant del magatzem. Els guerrers zulus van atacar una vegada i una altra les posicions britàniques fins que, passades les 0:00 els atacs van començar a decaure, i van finalitzar cap a les 2:00 de la matinada.
Fins a les 4.00 h, però, van continuar la pluja d'atzagaies i les descàrregues zulus contra el perímetre. El tinent Chard havia perdut 15 dels seus soldats, i 8 més, inclòs l'ajudant de camp Dalton, estaven greument ferits. Tots els altres tenien algun tipus de ferida menor, i estaven esgotats després d'haver lluitat durant unes deu hores. A més, començaven a estar curts de municions. Però les baixes zulus havia estat molt més altes.
A l'alba els britànics van veure que els seus enemics havien desaparegut, i havien deixat el camp ple de cadàvers. Van comptar 370 cossos. Es van enviar patrulles a reconèixer el camp de batalla, recollir armament i buscar supervivents. Cap a les 7:00 va aparèixer per sorpresa un grup de guerrers zulus, i els britànics van reprendre les seves posicions. Però no hi va haver cap atac, atès que els guerrers zulus estaven també completament esgotats. Havien estat en moviment durant els sis dies previs a la batalla, i no havien menjat normalment durant dos dies. Hi havia centenars de ferits a les seves files, i es trobaven a diversos dies de marxa dels seus dipòsits de subministraments. Poc després d'aparèixer, els guerrers zulus se'n van tornar per on havien vingut.
Finalment, cap a les 8.00 va arribar a Rorke's Drift una columna conduïda per Lord Chelmsford. La batalla havia acabat.

## Les condecoracions
Onze condecoracions Creu Victòria van ser atorgades als defensors de la plaça de Rorke's Drift. El major nombre d'aquestes condecoracions mai atorgat a un sol regiment en una mateixa acció (set Creus Victòria per als soldats del 24è Regiment d'Infanteria). No obstant això es creu que aquest acte de glorificació de la batalla de Rorke's Drift pretenia amagar el fet que Lord Chelmsford havia desobeït ordres, en envair terres zulus, així com per desviar l'atenció de la vergonyant derrota de la batalla d'Isandhlwana.
Els guardonats amb la Creu Victòria van ser: 
- Cap William Wilson Allen
- Tinent Gonville Bromhead
- Tinent John Rouse Merriott Chard
- Comissari ajudant de camp James Langley Dalton
- Soldat Frederick Hitch
- Soldat Alfred Henry Hook
- Soldat Robert Jones
- Soldat William Jones
- Cirurgià Major James Henry Reynolds
- Cap Christian Ferdinand Schiess
- Soldat John Williams

El comissari Dalton no va ser guardonat en un primer moment, però ho va ser un any després, després d'una protesta i innombrables testimonis que el van identificar com l'artífex principal de la defensa Rorke's Drift.

## Després de la batalla
Tot i que Rorke's Drift es va convertir en una victòria molt publicitada al Regne Unit, poc després de la batalla, els supervivents van ser abandonats sense subministraments i sense atenció mèdica. Crida l'atenció el cas del cap Christian Ferdinand Schiess, que va morir cinc anys després dels fets, en la més absoluta pobresa, mentre viatjava cap a Anglaterra. La seva única possessió era la Creu Victòria guanyada a Rorke's Drift, que ara s'exposa al Reginald Museum, juntament amb altres que van ser atorgades en la mateixa ocasió.

## Rorke's Drift en el record
Els fets de Rorke's Drift van ser un tema recurrent en pintors de l'època, com aera Elizabeth Butler i Alphonse de Neuville, i molt populars entre el poble britànic de l'època. No obstant això aquests fets havien estat gairebé oblidats pel gran públic quan el 1964 es va estrenar la pel·lícula Zulu, del director Cy Endfield. El 1979 una nova pel·lícula,  Alba zulu va retratar la Batalla d'Isandhlwana. La batalla també va ocupar un capítol de l'obra de l'historiador Victor Davis Hanson, Carnage and Culture, en la qual pretenia demostrar la superioritat de les tècniques militars occidentals.